# اسکلتون
اسکلتون (به انگلیسی: Skeleton) ورزشی زمستانی و انفرادی است که به وسیله یک سورتمه مخصوص کوچک و در پیست یخی مارپیچ انجام می‌شود. در این رشته ورزشکار پس از دویدن مسیر کوتاهی به روی سینه روی سورتمه خود قرار می‌گیرد و مسیر پیست را ادامه می‌دهد. پیست استفاده شده برای این مسابقات همانند پیست ورزش‌های لژ و بابسلد است و دارای ۱۰۰۰ متر طول و ۱۲ پیچ است. برای نخستین بار این ورزش در سن موریس سوئیس در سده نوزدهم انجام شد و مسابقات آن در سال‌های ۱۹۲۸ و ۱۹۴۸ در بازی‌های المپیک زمستانی برگزار گردید، اما پس از توقفی طولانی مدت از سال ۲۰۰۲ به این بازی‌ها بازگشت.